# Coco (folclor)

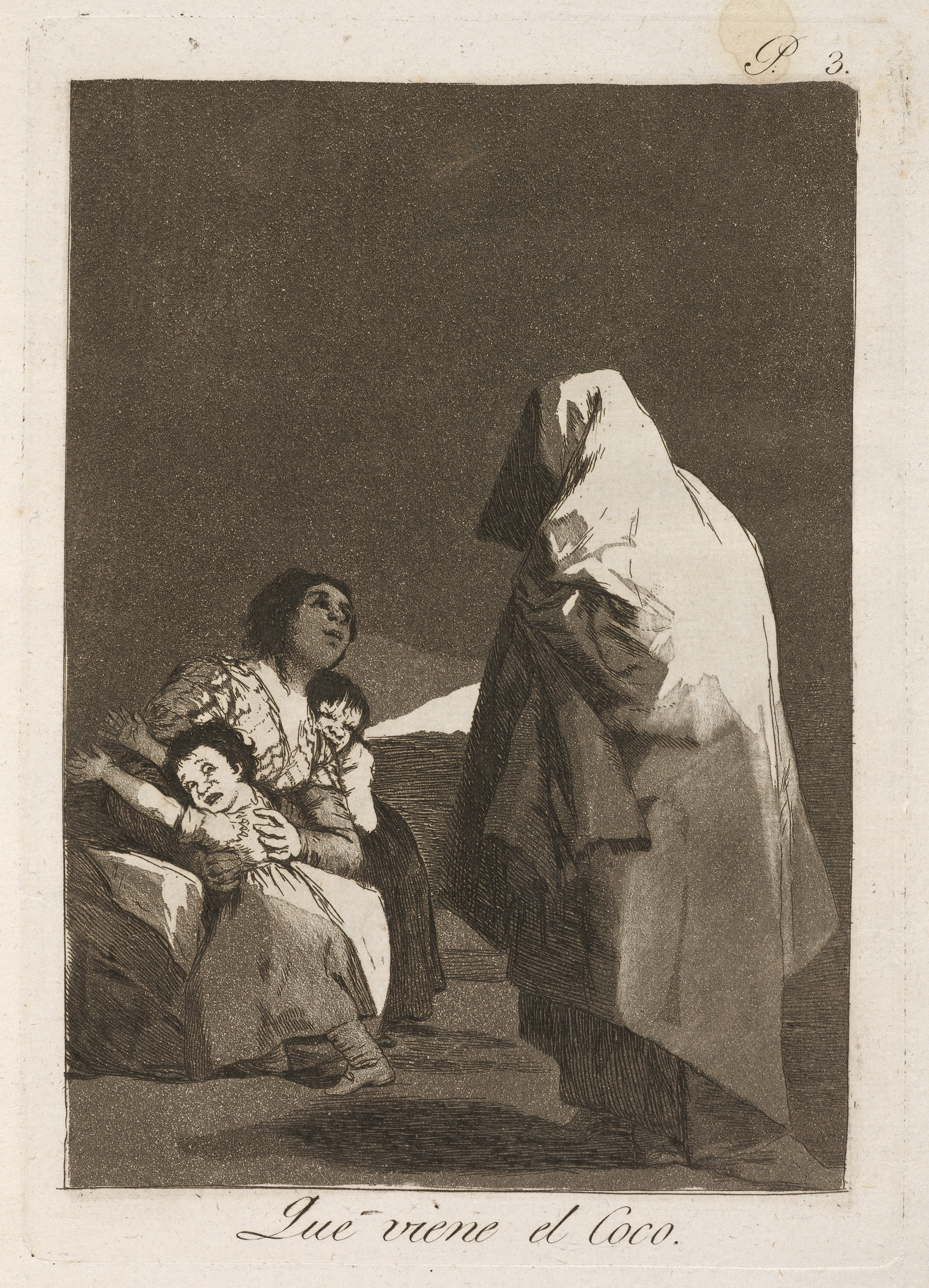
Que Viene el Coco (1799) de Goya

Coco (cunoscut și sub denumirea de Cuco, Coca, Cuca, Cucuy sau Cucuí) este o fantomă -monstru mitologică, echivalentă cu bogeyman, care apare în multe țări hispanofone și lusofone. De asemenea, poate fi considerată o versiune iberică a unui bugbear, deoarece este o figură de vorbire frecvent utilizată care reprezintă o teamă irațională sau exagerată. Coco este o ființă de genul masculin în timp ce Cuca este versiunea feminină. 

## Legendă
În Spania, Portugalia și America Latină (inclusiv Brazilia), părinții invocă uneori pe Coco sau Cuca ca o modalitate de a descuraja copiii să se comporte greșit; cântă de leagăn sau spun rime avertizându-i pe copii că, dacă nu se supun părinților, el Coco va veni să-i ia să îi mănânce. 
Nu felul în care arată Coco, ci ceea ce face sperie cel mai mult. Este un mâncător de copii și un răpitor; acesta poate devora imediat copilul, fără a lăsa urme sau poate să-l ducă pe copil departe într-un loc fără întoarcere, dar face acest lucru doar pentru copiii neascultători. Urmărește comportamentul necorespunzător al copiilor de pe acoperișuri; ia forma oricărei umbre întunecate și rămâne la vedere. Reprezintă opusul îngerului păzitor și este frecvent comparat cu diavolul. Alții consideră că Coco este o reprezentare a decedaților comunității locale.
Cea mai veche rimă cunoscută despre Coco, care are originea în secolul al XVII-lea, se află în Auto de los desposorios de la Virgen de Juan Caxés. 

## În cultura populară
Investigatorul Holly Gibney (în seria TV, Cynthia Erivo) - care bănuiește că lucrul care ucide copii nu este om - este cel care crede că are de-a face cu El Cuco care se hrănește cu copii mici și cu suferințele pe care le provoacă familiei. 
În versiunea lui El Cuco din romanul The Outsider  forma sa adevărată este descrisă ca fiind un corp din viermi care poate lua ADN-ul unei persoane și se poate transforma în ele - spre deosebire de formele din folclor: un dragon, cap de dovleac sau aligator-femeie.